# 上海国际音乐烟花节

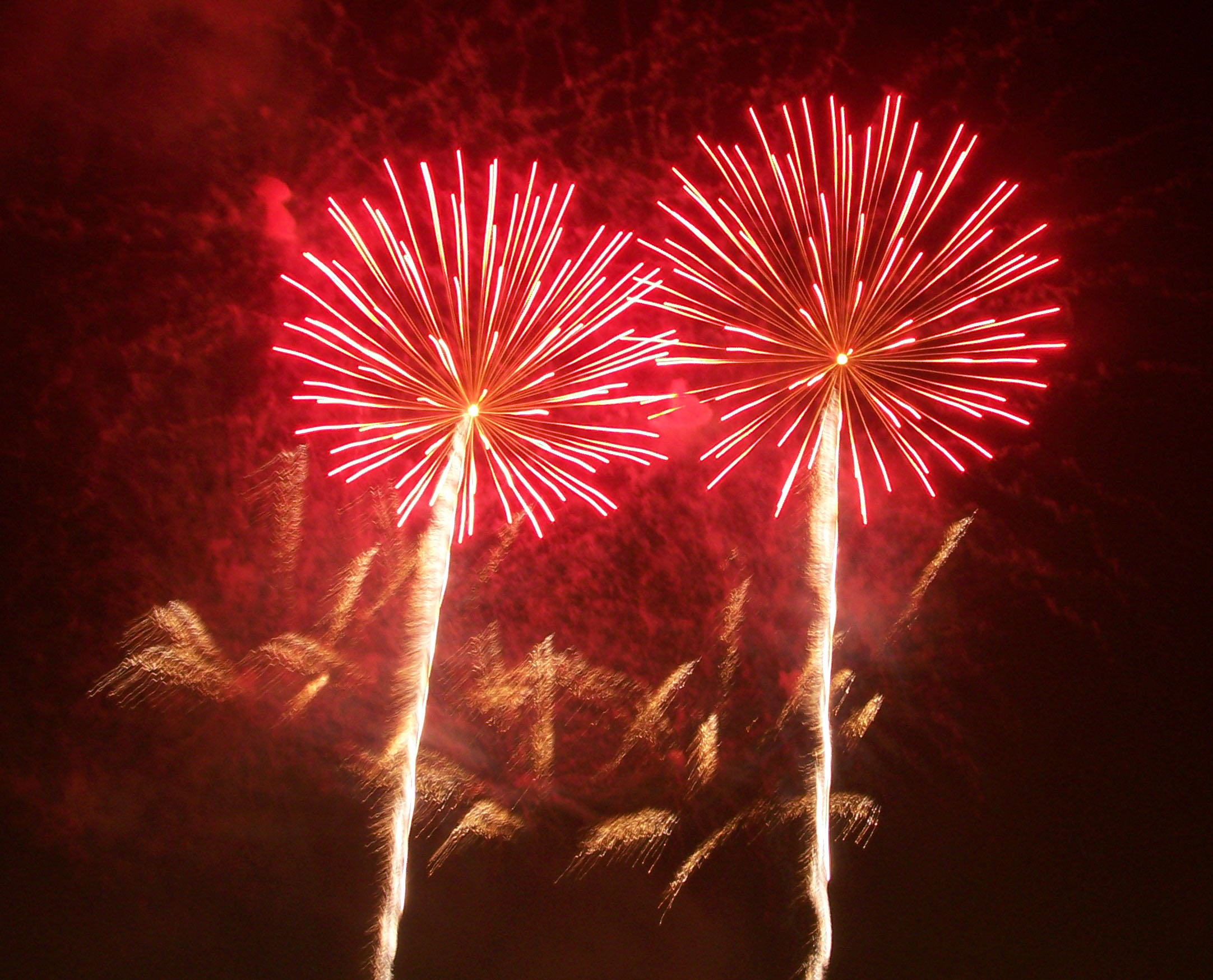
第七届上海国际音乐烟花节

上海国际音乐烟花节是亚洲地区一年一届的国际性音乐烟花节。始办于2000年。截至2006年，已经连续举办七届。舉辦地址位於上海世纪公园。

## 历届回顾

### 第七届 2006年
9月30日 意大利专场·意境漫步； 10月3日 新西兰专场·大洋的呼唤； 10月6日 法国专场·远古梦境。

### 第六届 2005年
9月30日 澳大利亚专场·激荡山河；
10月3日 芬兰专场·北极幻境；
10月6日 希腊专场·荣耀与生命的传承。

### 第五届 2004年
阿根廷专场·探戈之桥；瑞士专场·星河梦境；英国专场·欢乐人生。

### 第四届 2003年
意大利专场·精彩人生；瑞典专场·七彩韵律； 德国专场·追梦。

### 第三届 2002年
西班牙专场·西班牙之梦； 荷兰专场·河边； 加拿大专场·沙漠玫瑰。

### 第二届 2001年
澳大利亚专场·欢乐人生；意大利专场·热情罗马； 日本专场·新世纪之旅； 中国专场·走向新时代。

### 第一届 2000年
日本专场·轻舞飞扬； 法国专场·美丽人生；葡萄牙专场·烈焰狂花